# Castellazzo Bormida
Castellazzo Bormida är en ort och kommun i provinsen Alessandria i regionen Piemonte i Italien. Kommunen hade 4 526 invånare (2018).